# Разбойна (Бургасская область)
Разбойна (болг. Разбойна) — село в Болгарии. Находится в Бургасской области, входит в общину Руен. Население составляет 861 человек (2022).

## Политическая ситуация
В местном кметстве Разбойна, в состав которого входит Разбойна, должность кмета (старосты) исполняет Хатче Осман Шевкед (Движение за права и свободы (ДПС)) по результатам выборов правления кметства.
Кмет (мэр) общины Руен — Дурхан Мехмед Мустафа (Движение за права и свободы (ДПС)) по результатам выборов в правление общины.